# Reichmeister (Adelsgeschlecht)

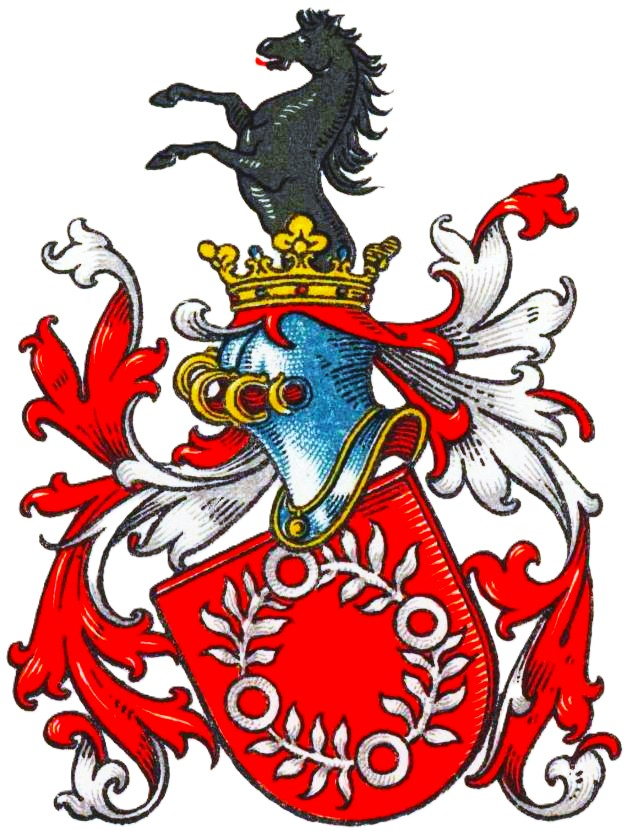
Wappen derer von Reichmeister im Wappenbuch des Westfälischen Adels

Reichmeister ist der Name eines livländisch-preußischen Uradelsgeschlechts.

## Geschichte
Das Geschlecht soll dem Deutschen Orden nach Preußen gefolgt sein. Den Namen bezog es nach Kneschke von einem Amt, wie sich auch andere Familien beim Deutschen Orden nach dem Hoch- oder Deutschmeisteramt benannten. Das Archiv der Familie wurde Mitte des 17. Jahrhunderts im Haus Langendorf, unweit Wehlau, durch ein Feuer vernichtet. Seine ostpreußische Ritterschaft jedoch wurde dem rittermäßigen und altfreien Geschlecht formell bestätigt.

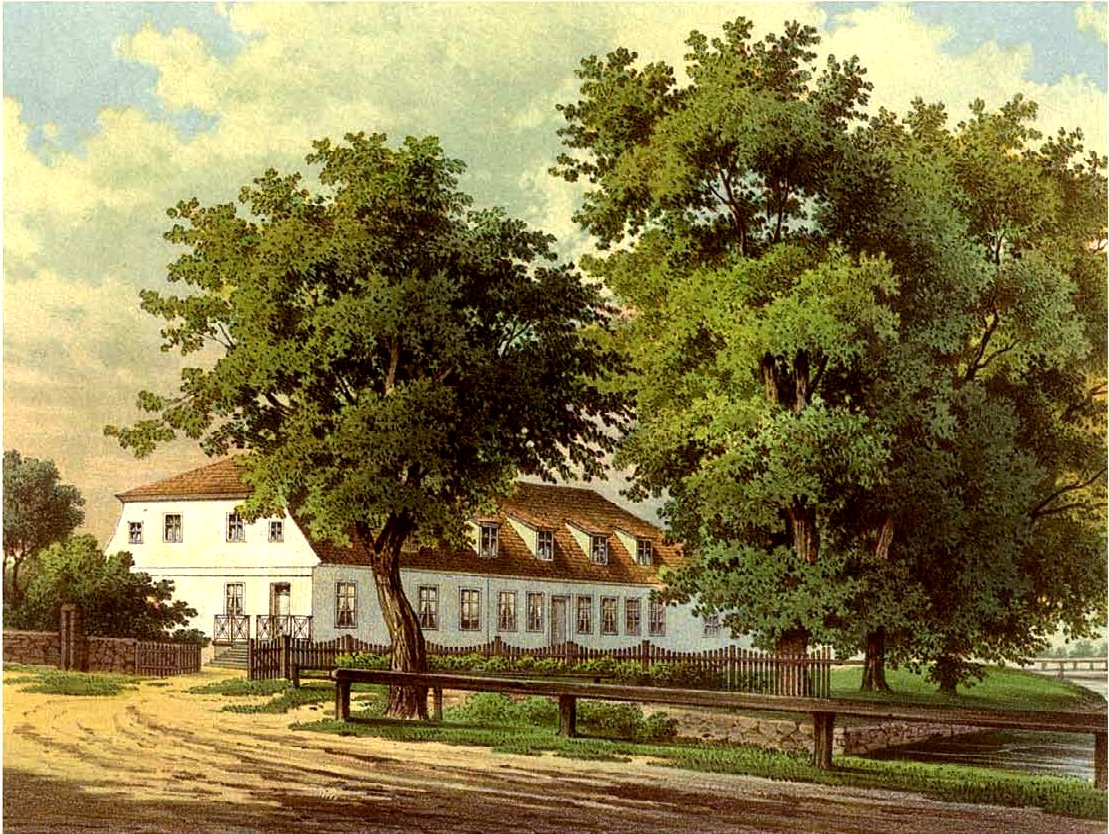
Gut Genslack (vor 1880) in der Sammlung Alexander Duncker

Aus Livland kam die Familie nach Ostpreußen. Carl von Reichmeister aus dem Haus Langendorf starb um 1412. In Ostpreußen war die Familie im Kreis Wehlau begütert und saß noch 1728 zu Genslack, Grünhain, Imten und Langendorf. Danach jedoch kam sie dort nicht mehr vor.
In die Region Osnabrück kam die Familie Mitte des 18. Jahrhunderts mit Gottfried Salomon von Reichmeister, der durch seine Ehe mit Anna Charlotte von Waden die Güter Sandfort in Voxtrup und Hetlage (später Hettlich) erhielt (urkundlich 1740–1856). Durch diesen Besitz zählte das Geschlecht im Königreich Hannover zum ritterschaftlichen Adel der osnabrückschen Landschaft.
, 2009]]

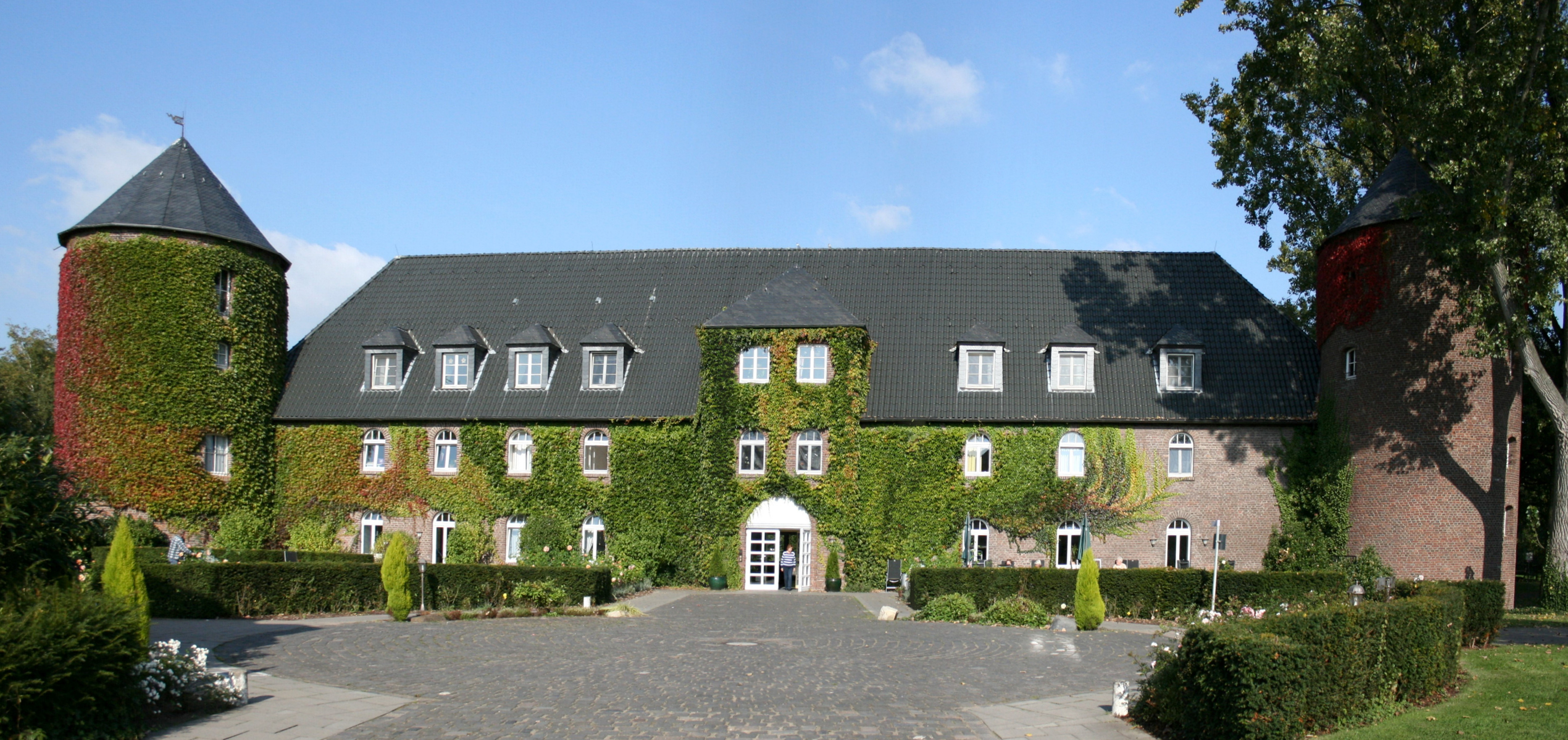
Haus Winnenthal, Eingangsfassade der Vorburg

Im 19. Jahrhundert kam die Familie auch in das Rheinland und hatte Besitz in Borth und Winnenthal im Kreis Rheinberg. Karl Kasimir von Reichmeister, königlich-preußischer Regierungsrat a. D., ab 1809 verheiratet mit Charlotte Friederike Antoinette von Raesfeld, wurde laut Eingabe vom 30. Juni 1829 wegen Haus Winnenthal in der Adelsmatrikel der preußischen Rheinprovinz unter Nummer 54 der Klasse der Edelleute eingetragen.

## Persönlichkeiten
- Carl-Dieter von Reichmeister (1910–2001), Reichsfilmdramaturg
- Karl von Reichmeister (1810–1860), preußischer Verwaltungsbeamter und Parlamentarier

## Wappen
Blasonierung: In Rot vier silberne Ringe, die durch vier silbern-blättrige Zweige kranzförmig verbunden sind (oder silbern-blättriger Kranz, ins Kreuz belegt mit vier silbernen Ringen). Auf dem gekrönten Helm mit rot-silbernen Helmdecken ein wachsendes schwarzes Pferd.